# Prunus maritima

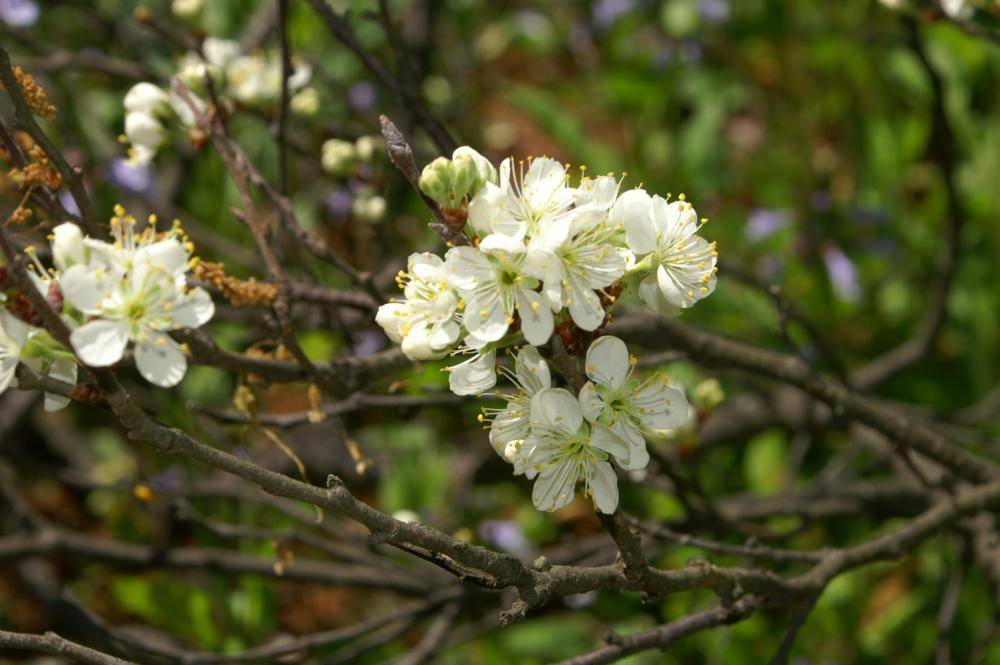
Hoa

Prunus maritima, mận biển là một loại cây bụi thuộc chi Mận mơ, được tìm thấy dọc các vùng duyên hải miền Đông Hoa Kỳ (từ Maine tới Maryland). Mặc dù đôi khi được cho là mở rộng đến New Brunswick (Canada), loài này vẫn không xuất hiện trong danh sách các giống cây cỏ có mặt tại đó. Loài này được mô tả lần đầu tiên bởi Marshall vào năm 1785.

## Mô tả
P. maritima là một loại cây bụi rụng lá. Trong môi trường tự nhiên, nó mọc cao từ 1 đến 2 m; nó có thể cao tới 4 m nếu được trồng trong vườn. Lá hình elip, dài khoảng 3–7 cm và rộng khoảng 2–4 cm, có răng cưa 2 bên mép lá; mặt trên của lá màu xanh mướt, phía dưới nhạt hơn, chuyển sang màu đỏ và cam khi mùa thu. Hoa màu trắng, 5 cánh, đường kính 1–1,5 cm, có những bao phấn màu vàng, nở vào tháng 5–6. Quả ăn được, hình cầu đường kính 1,5–2 cm, có màu đỏ tía, xanh dương hoặc gần như đen, vị chua, kết trái vào tháng 8–9.
Có một cây mận lá tròn, chỉ được tìm thấy duy nhất một mẫu trong tự nhiên tại Connecticut, được mô tả là Prunus maritima var. gravesii, đã tuyệt chủng vào khoảng năm 2000, nhưng may mắn là nó đã được tái tạo lại nhờ cây con của nó.
P. maritima chịu được đất mặn và sương giá, ưa nắng và đất xốp dễ thoát nước, có thể mọc trên các cồn cát. Môi trường sống ven biển của loài này tại Maine đang bị đe dọa nghiêm trọng.

## Sử dụng
P. maritima châu Mỹ này có kích thước nhỏ hơn nhiều so với các giống mận từ châu Á. Loài này được trồng thương mại để làm mứt. Vườn nho Natali ở Goshen, New Jersey đã sử dụng loại quả này để sản xuất rượu.

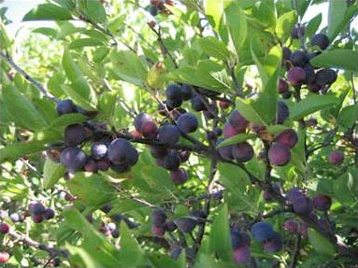
Quả